# Oreste Cimoroni
Oreste Cimoroni (L'Aquila, 16 ottobre 1890 – L'Aquila, 13 luglio 1945) è stato un prefetto e politico italiano.

## Biografia
Nato all'Aquila nel 1890, aderì al Partito Nazionale Fascista, con cui si candidò alle elezioni politiche del 1924 per la Camera dei deputati nella circoscrizione Abruzzi e Molise, risultando eletto per la XXVII legislatura.
Fu quindi nominato dal regime prefetto successivamente in diverse province italiane, anche durante la seconda guerra mondiale. Fu prefetto di Benevento dal 1º luglio 1928 al 10 settembre 1933; di Pola fino al 21 agosto 1939; di Padova fino al 16 agosto 1941; di Latina fino al 1º agosto 1943. Tornò quindi nella sua città natale e lì morì nel 1945, nei giorni finali del conflitto.